# Eugen Zardetti

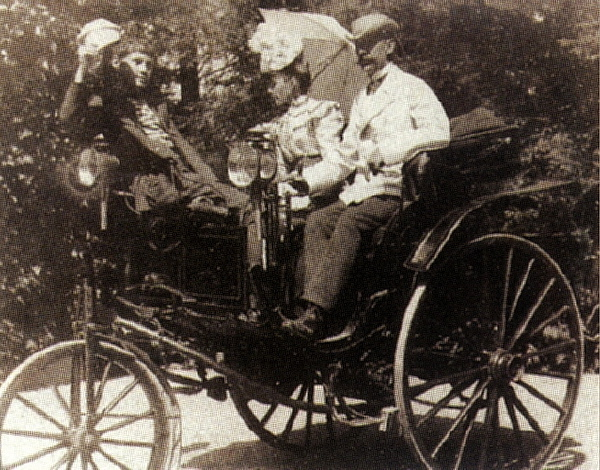
Eugen Zardetti auf seinem Benz-Motorwagen

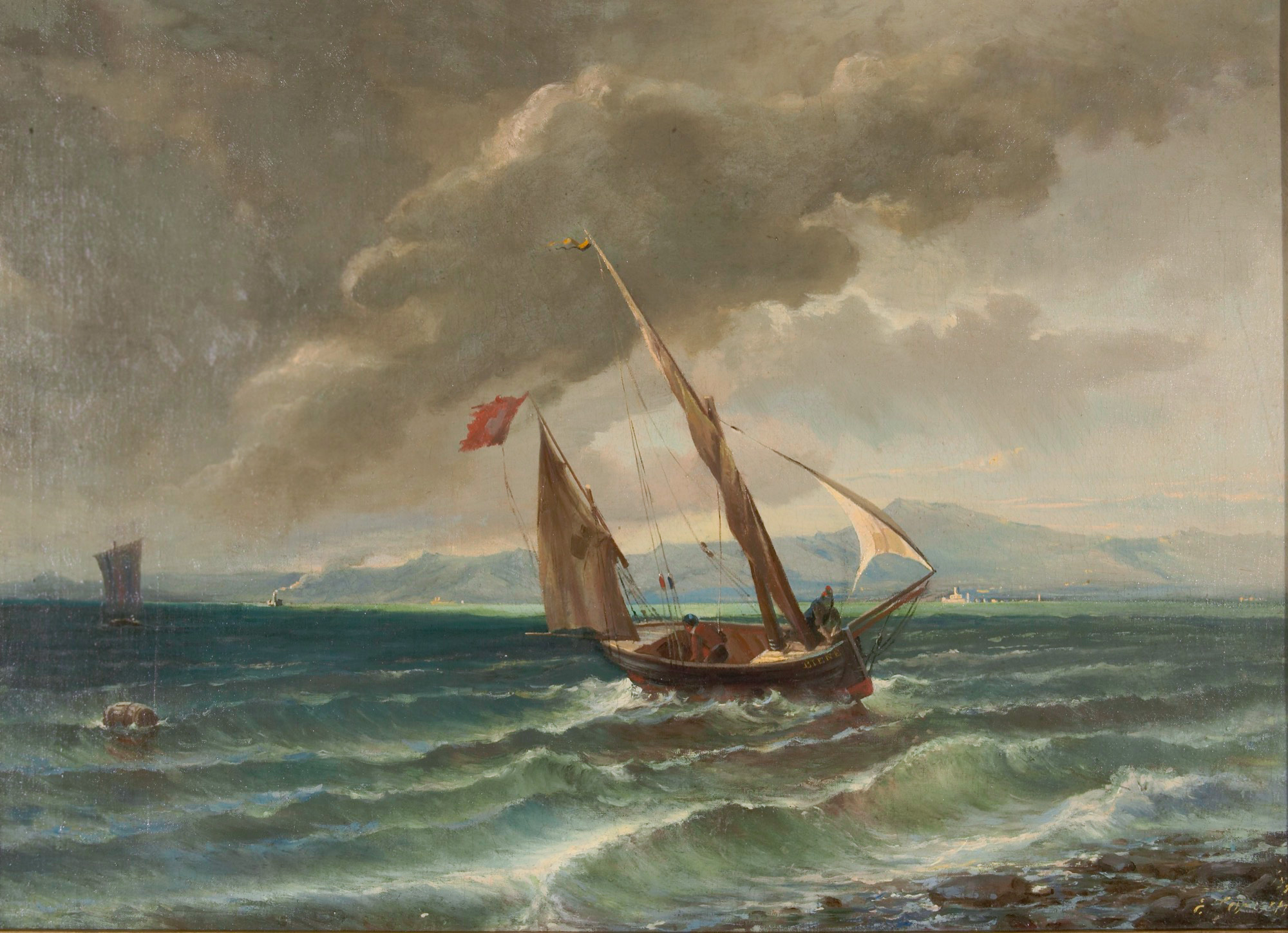
Boote auf dem Bodensee bei stürmischer Witterung

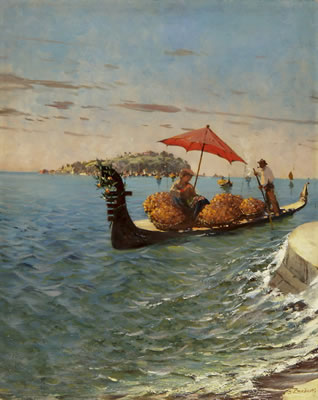
Vor der Küste von Capri

Eugen Zardetti (* 27. November 1849 in Rorschach; † 21. Februar 1926 in Luzern) war ein Schweizer Marine- und Porträtmaler und Automobilpionier.
Eugen Zardetti studierte in Innsbruck, Genf, Luzern und Karlsruhe und war ab 1885 vor allem in Bregenz, wo er die Villa Mirador bewohnte, und ab 1914 in Luzern tätig. Während seines Studiums in Innsbruck trat er 1866 der AV Austria Innsbruck im ÖCV bei.
Zardettis Interesse galt unter anderem der Technik. Er war der Besitzer des ersten industriell gefertigten Autos in Österreich, eines dreirädrigen Benz-Patent-Motorwagens mit der Fahrgestellnummer 24, den er 1898 zu einem Vierradwagen umbauen ließ. Dieses Fahrzeug ging nach Zardettis Tod 1926 in den Besitz des Technischen Museums in Wien über, wo es sich immer noch befindet. Bis 1896 war Zardetti der einzige Autobesitzer in Vorarlberg. Im Jahr der Anschaffung seines Fahrzeugs, 1893, führte er ein Motorwagen-Tagebuch, das erhalten geblieben ist. Das Tagebuch wurde zusammen mit Gemälden Zardettis 2007 in einer Ausstellung in der Vorarlberger Landesbibliothek präsentiert.
Eugen Zardetti war auch jener Bregenzer Onkel der Schriftstellerin Lilly Braumann-Honsell, der sich die erste private Dampfyacht auf dem Bodensee leistete.
1885 wurde Zardettis Sohn Otto Eugen Zardetti geboren, der an der Stella Matutina ausgebildet wurde und dann ein Jurastudium in Zürich aufnahm.